# IC 1538
IC 1538 је ознака објекта на координатама са ректансцензијом 0h 18m 0,5s и деклинацијом + 30° 1" 40'. Открио га је Гијом Бигурдан, 3. новембра 1899. Каснијим посматрањима на том положају није уочен никакав астрономски објекат.